# Боцяновський Володимир Феофілович
Володимир Боцяновський (1869, с. Скоморохи, Житомирський повіт,Волинська губернія, Російська імперія — 1943, Москва) — письменник з Волині, літературний критик, дослідник спадку українського проповідника пізнього бароко отця Іоанна Леванди. Прозаїк, історик.

## Життєпис
Народився 27 червня 1869 в селі Скоморохи Ліщинської волості Житомирського повіту Волинської губернії в сім'ї священника Феофіла Боцяновського, батько якого, протоієрей Ігнатій Боцяновський, був настоятелем церкви в ім'я Св. Архістратига Михаїла в с. Новопіль Давидівської волості Житомирського повіту Волинської губернії. 
Феофіл Боцяновський (1847—1914) з 1869 був священником у селах Піски та Скоморохи, що у Ліщинській волості, у церквах в ім'я Георгія Побідоносця та в ім'я Різдва Іоанна Предтечі. З 1908 по 1914 протоієрей Феофіл Боцяновський був членом повітового відділення Волинської єпархіальної училищної ради; помер 26 лютого 1914, похований на Вільському цвинтарі у Житомирі. Його дружина — Надія (померла у 1904, похована на Вільському цвинтарі в Житомирі). Вони мали, як мінімум, восьмеро дітей — Володимира, Миколу, Павла, Івана, Варвару, Олену, Наталю, Ніну.
У 1888 Володимир Боцяновський закінчив чоловічу класичну гімназію в Житомирі. Під час навчання перший час проживав у родича настоятеля протоієрея Михайлівської церкви Феодота Храневича (члена Волинської духовної консисторії, який служив священником у храмі з 1867 по 1884, проживав на вулиці Іванівській; його дружина — Юлія Боцяновська, двоюрідна сестра Феофіла Боцяновського).
У 1892 закінчив курс історико-філологічного факультету Санкт-Петербурзького університету. Викладав історію у петербурзьких гімназіях.
Писати та друкуватися почав ще під час навчання у гімназії у житомирській газеті «Волинь». Перший нарис був надрукований у 1885. Після приїзду до Санкт-Петербурга надрукував в «Історичному Віснику» свої «дослідження», написані ще в гімназії «Про походження назви Волинь». В Університеті написав низку робіт з історії Смутного часу. Ці роботи стали основою його дипломної дисертації. Незабаром вийшли статті: «Хто вбив царевича Димитрія» (травень, 1891, «Історичний Вісник») та «Фінансова криза у Московській державі XVII ст.»(«Русская старина»).

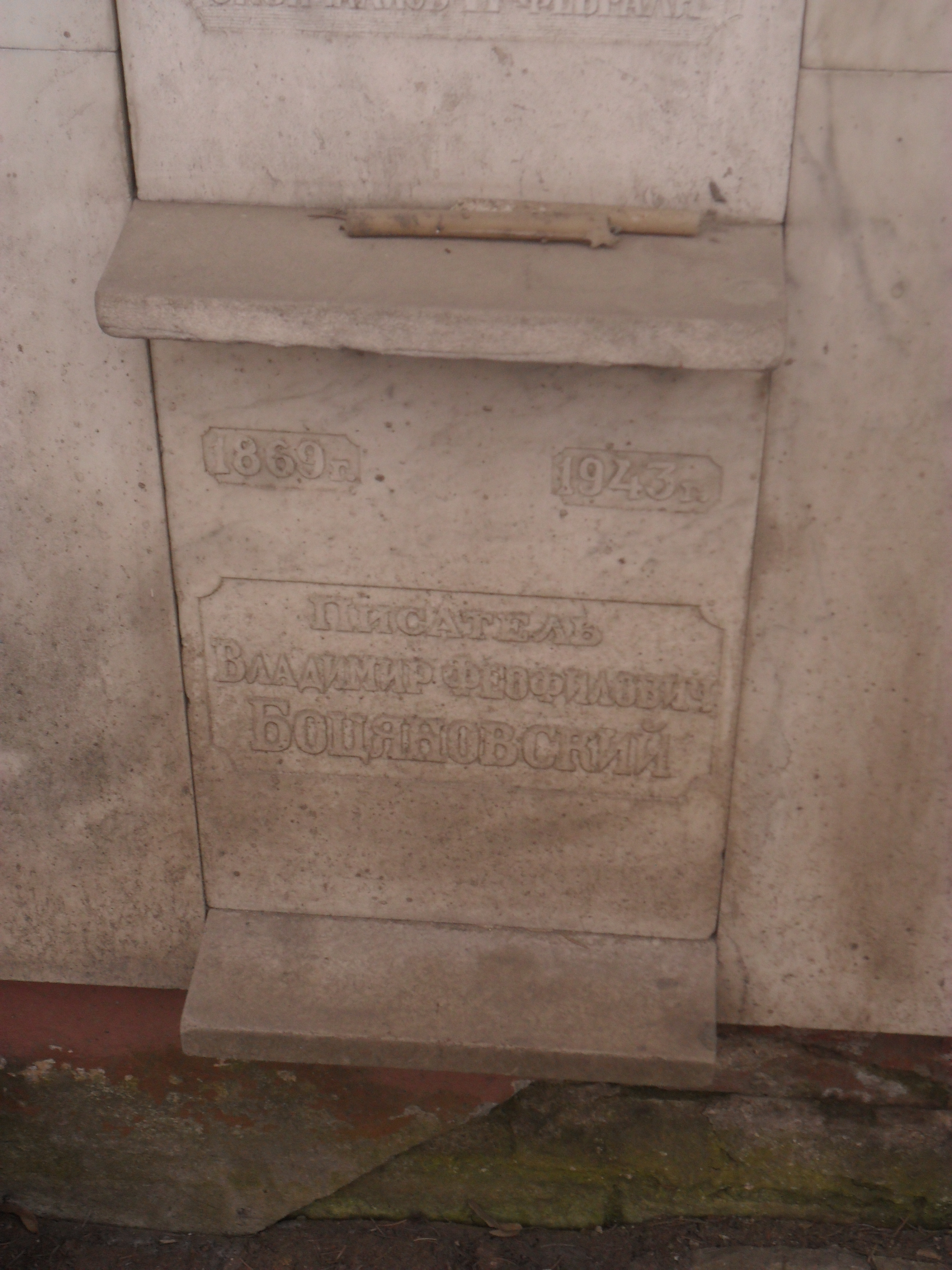
Плита колумбарія Боцяновського на Новодівичому цвинтарі Москви.

Спочатку спеціалізувався на російській історії та історії російської літератури і з початку 1890-х років розмістив низку статей та заміток в «Історичному Віснику», « Русской Старине», «Бібліографі», «Новом времени», « Кіевской старине », «Новому Слові», «Словник» Семена Опанасовича Венгерова
Пізніше перейшов у галузь літературно-публіцистичних інтересів, видав невеликі критико-біографічні етюди проЛеоніда Андрєєва (Санкт-Петербург, 1903), Вікентія Вересаєва (СПб ., 1904), а після заснування «Русь» (1903) вів у ній літературно-критичний фейлетон.
Входив до Російського бібліологічного товариства. З 1904 до початку 1905 був його Президентом.
В Енциклопедичному словнику Брокгауза та Ефрона є щонайменше 30 його статей.
З листопада 1920 до травня 1923 працював викладачем в Інституті журналістики Російського телеграфного агентства (РОСТА) Ленінградського бюро. На початку 20-х років був лектором у кінотеатрах і викладачем історії літератури та техніки сценарію в Ленінградському Державному інституті екранного мистецтва (закритий у 1926). Співпрацював із журналом «Искусство трудящимся» (1924). Працював лектором у Літературній студії Побалта. 
З лютого 1927 по вересень 1928 був викладачем Вищих Держкурсів мистецтвознавства при Інституті історії мистецтв. 
З грудня 1927 по вересень 1929 був бібліотекарем при Бібліотеці Академії наук. 
З вересня 1928 до серпня 1930 співробітник журналу "Світ Пригод". Співпрацював із видавництвом «П. П. Сойкін». 
Член Товариства дослідників української історії, літератури та музики. Відряджався від товариства до Одеси, Києва та Житомира для збирання матеріалів у місцевих архівах та бібліотеках з історії іноземної інтервенції в Україну в 1918-1919, а також з історії польського повстання 1863 року, збирав матеріали про Генріка Пустовойтова (1930). Член Правління Пушкінського товариства (1940). 
21 липня 1942 відряджений до Москви для санаторного лікування. 24 липня 1942 прибув до Москви. Помер 16 липня 1943.
Донька (від першого шлюбу) – Надія Смірнова. Онук – Георгій. Правнук – Микола.